# Steven Tronet
Steven Tronet (* 14. Oktober 1986 in Calais) ist ein ehemaliger französischer Radrennfahrer.

## Sportliche Karriere
Steven Tronet begann seine Karriere 2007 bei dem französischen Continental Team Roubaix Lille Métropole und fuhr für dieses Team bis 2011. 2008 gewann er eine Etappe der Ronde de l’Oise und 2010 die Gesamtwertung dieser Rundfahrt. 2012 entschied er eine Etappe des Circuit de Lorraine für sich. 2014 siegte er beim Grand Prix de la Ville de Lillers und bei Paris–Troyes. 
2015 wurde Tronet französischer Straßenmeister und gewann jeweils eine Etappe des Circuit des Ardennes, der Ronde de l’Oise sowie der Route du Sud. 2018 beendete er seine Radsportlaufbahn.

## Erfolge
2008
- eine Etappe Ronde de l’Oise

2010
- Gesamtwertung Ronde de l’Oise

2012
- eine Etappe Circuit de Lorraine

2014
- Grand Prix de la Ville de Lillers
- Paris–Troyes

2015
- Französischer Meister – Straßenrennen
- eine Etappe Circuit des Ardennes
- eine Etappe Ronde de l’Oise
- eine Etappe Route du Sud

## Teams
- 2007 Roubaix Lille Métropole
- 2008 Roubaix Lille Métropole
- 2009 Roubaix Lille Métropole
- 2010 Roubaix Lille Métropole
- 2011 Roubaix Lille Métropole
- 2012 Auber 93
- 2013 BigMat-Auber 93
- 2014 BigMat-Auber 93
- 2015 BigMat-Auber 93
- 2016 Fortuneo-Vital Concept
- 2017 Armée de terre
- 2018 Roubaix Lille Métropole (ab 16. März)